# Молодіжна нагорода Академії
Молодіжна нагорода Академії — номінація кінопремії «Оскар», що існувала з 1934 по 1960 роки. З 1961 року неповнолітні актори номінуються нарівні з дорослими.
- 1934 — Ширлі Темпл — визнання видатного внеску в розважальне кіно
- 1935 -не присуджувалася
- 1936 -не присуджувалася
- 1937 -не присуджувалася
- 1938 — Діна Дурбін та Мікі Руні — за вагомий внесок у молодіжне кіно
- 1939 — Джуді Гарленд — за її видатну роботу в молодіжному кіно протягом минулого року
- 1940 -не присуджувалася
- 1941 -не присуджувалася
- 1942 -не присуджувалася
- 1943 -не присуджувалася
- 1944 — Маргарет О'Браєн — видатна дитина-актор 1944
- 1945 — Пеггі Енн Гарнер — видатна дитина-актор 1945
- 1946 — Клод Жермен мл. — Видатна дитина-актор 1946
- 1947 -не присуджувалася
- 1948 — Айван Джендл — за роль у фільмі «Пошук» («The Search», 1948)
- 1949 — Боббі Дрісколл — видатна дитина-актор 1949
- 1950 -не присуджувалася
- 1951 -не присуджувалася
- 1952 -не присуджувалася
- 1953 -не присуджувалася
- 1954 — Джон Вайтлі та Вінсент Уїнтер — за видатні ролі у фільмі «Маленькі викрадачі» («The Little Kidnappers»)
- 1961 — Хейлі Міллс — за роль у фільмі « Поліанна» («Pollyanna», 1960)